# Energija nuklearne fuzije
Energija nuklearne fuzije je energija koja se dobiva nuklearnom fuzijom. Kod nuklearne fuzije, dvije lagane atomske jezgre se spoje zajedno da stvore jednu težu jezgru, i uz to se oslobađa velika količina energije. Dobivena energija bi se trebala koristiti za dobivanje topline, kojom se može pokretati parna turbina, koja zatim pokreće generator i stvara električnu energiju. Slično se koristi i nuklearna fisija u elektranama koje koriste nuklearnu energiju.

## Oblici energije fuzije
Osnovna ideja za stvaranje energije fuzije je dovesti dvije ili više jezgre atoma dovoljno blizu, da može djelovati jaka nuklearna sila, koja može stvoriti novu veću jezgru, i koje su na maloj udaljenosti jače od elektrostatičkih odbojnih sila. Ako se dvije lagane jezgre spoje, stvorit će jednu novu jezgru, koja će imati uglavnost nešto manju masu nego suma dviju laganih jezgri. Razlika u masi se oslobađa kao energija prema formuli Alberta Einsteina, ekvivalenciji mase i energije E = mc2. Kod velikih atoma, jezgra koja se stvara će imati veću masu od sume dviju ulaznih jezgri, tako da je potrebna velika vanjska energija. Granica je željezo-56. Iznad te granice nuklearna energija se može dobiti nuklearnom fisijom, a ispod te granice nuklearnom fuzijom.
Fuzija između dvije jezgre je suprotna po djelovanju elekrostatičkoj sili i zato da bi došlo do nuklearne fuzije, prvo treba savladati Coulombovu barijeru, a za to je potreban vanjski izvor energije. Najjednostavniji način je da se atomi griju, nakon čega se elektroni odvajaju i jezgra ostane slobodna. U većini pokusa, jezgre i elektroni ostaju u obliku plazme. Temperatura koja je potrebna za stvaranje plazme je ovisna o količini električnog naboja, tako da vodik ostaje bez elektrona na najnižoj temperaturi. Osim toga, helij je vrlo pogodan za nuklearnu fuziju. 
Fuzijska reakcija može održavati samu sebe ako se dovoljna količina proizvedene energije koristi za održavanje goriva na visokoj temperaturi. Pošto su plazme vrlo dobri električni vodiči, magnetska polja mogu također zadržavati fuzijsko gorivo. Ovisnost broja fuzija u jedinici vremena i po jedinici volumena <σv> ovisi o temperaturi u uređaju, s određenim vremenom zadržavanja energije, izvodi se uzimajući u obzir Lawsonov kriterij. Lawsonov kriterij je važna mjera sustava koja definira uvjete nužne za fuziju, da dostigne paljenje kada je grijanje plazme zbog fuzije dovoljno za održavanje temperature plazme, s obzirom na gubitke grijanja bez dovođenja vanjske energije. 

### Nuklearna fuzija D-T (deuterij – tricij)
Prema Lawsonovom kriteriju, fuzija D-T je najlakša i najobećavajuća za dobivanje energije nuklearne fuzije: 
2H + 3H → 4He + 1n
Deuterij (vodik-2) je izotop vodika koji je vrlo zastupljen na Zemlji. Tricij (vodik-3) je izotop vodika koji se u prirodi pojavljuje u samo neznatnim količinama, zato što je njegovo radioaktivno vrijeme poluraspada 12,32 godine. Zbog toga, potreban je dodatni “uzgoj” tricija koji se može dobiti od litija:
1n + 6Li → 3H + 4He
1n + 7Li → 3H + 4He + 1n
Neutron koji reagira s litijem se može dobiti iz fuzije D-T. Reakcija sa 6Li je eksotermna, što znači da treba dodatnu vanjsku energiju, također iz fuzije D-T. Reakcija sa 7Li je endotermna, što znači da stvara višak energije preko neutrona. Većina reaktora koristi mješavinu litijevih izotopa. Nedostatak je što nabava litija je ograničena zbog povećane proizvodnje litijevih baterija. 
Nekoliko nedostataka je značajno za nuklearnu fuziju D-T:
- Dobiva se značajna količina neutrona koja rezultira s induciranom radioaktivnosti (kada stabilan materijal postaje radioaktivan zbog izloženosti radijaciji) unutar strukture reaktora.[2]
- Korištenje fuzije D-T ovisi o količini litija u prirodi koji je ipak puno manje dostupan od deuterija[2]
- Tricij je vrlo teško držati u spremniku; uvijek se može desiti da određena količina pobjegne u prirodu. Pretpostavke su da bi to moglo predstavljati prilično ozbiljan problem radioaktivnog zagađenja okoline[3]
- Protok neutrona u D-T reaktoru je oko 100 puta veća nego kod postojećih reaktora na nuklearnu fisiju, što predstavlja problem za materijale reaktora. Konstrukcija pogodnog materijala je još u tijeku i očekuju se rezultati s projekta ITER (International Thermonuclear Experimental Reactor).

### Nuklearna fuzija D-D (deuterij – deuterij)
Ova nuklearna fuzija ima dva oblika, od kojih svaki ima skoro jednaku vjerojatnost:
2H + 2H	→ 3H	+ 1H
2H + 2H	→ 3He + n
Optimalna temperature je 15 keV, samo nešto više nego kod D-T fuzije. Prvi oblik ne stvara neutrone, ali stvara tricij, tako da nije potrebno dodatno stvaranje tricija ili uvođenje litija. Većina tricija će izgorjeti prije nego napusti reaktor, što smanjuje problem s njegovim rukovanjem, ali isto znači da se stvara više neutrona od kojih su neki visoko energetski. Neutroni drugog oblika imaju energiju samo 2,45 MeV, dok neutron iz D-T fuzije imaju energiju od 14,1 MeV, koja rezultira u većem stupnju stvaranja izotopa i uništenja materijala. Nedostatak ovog procesa u odnosu na D-T fuziju je da energija samoodržavanja plazme (kod istog pritiska) mora biti 30 puta bolja i dobivena energija (kod istog pritiska i volumena) je 68 puta manja.

### Nuklearna fuzija D-3He (deuterij – helij-3)
Noviji pristup kontroliranog dobivanja energije fuzije uključuje kombinaciju helij-3(3He) i deuterija (2H). Ta reakcija stvara helij-4 jezgru (4He) i visoko energetski proton. Ova reakcija se zove aneutronska fuzija, jer dobiveni neutroni ne nose više od 1% oslobođene energije. Većina dobivene energije se oslobađa preko električki nabijenih čestica, smanjujući radijaciju kućišta reaktora. U praksi, od aneutronskih fuzija, fuzija p-11B je ipak povoljnija. 

### Nuklearna fuzija p-11B (proton – bor-11)
Kada bi aneutronska fuzija bila cilj, onda najviše obećava fuzija vodika-1(proton) i bora:
1H + 11B	→ 3 4He
Ova fuzija bi rezultirala sa samo 0,1% dobivene energije koju bi nosili neutroni. Optimalna temperature bi bila kod 123 keV, što je oko 10 puta više nego čisto vodikove fuzije. Dodatna energija samoodržavanja bi trebala biti 500 puta veća i dobivena energija bi bila oko 2500 puta manja od D-T fuzije.

## Povijest istraživanja
Prva ideja korištenja energije nuklearne fuzije je bila za dobivanje nuklearnog oružja, u obliku hidrogenske bombe, gdje se prvo koristi energija nuklearne fuzije za zagrijavanje stvaranje pritiska na gorivo, time započinje nuklearna fuzija, koja oslobađa veliku količinu neutrona. Hidrogenska bomba je oslobađala oko 500 puta više energije nego prve atomske bombe na nuklearnu fisiju. 
Prvi pokušaji da se dobije energija iz nuklearne fuzije je započela 1946., u Velikoj Britaniji, gdje su George Paget Thomson i Moses Blackman prvi put objasnili pojam stezanja (engl. pinch), sabijanje električnog polja s magnetskom silom. Napravljeni su ZETA i Sceptre uredaji na tom principu. Slični pokusi su počeli u SAD i Sovjetskom Savezu. Na Sveučilistu Princeton su napravili stellarator, a u Kaliforniji su započeli s idejom “magnetskog ogledala”. 
Osim tih prvih pokušaja, dva su nova pristupa obilježila razvoj dobivanja energije iz nuklearne fuzije. Prvi je bio tokamak, koji se razvio u Sovjetskom Savezu i koji je kombinirao stellarator i pinch, i većina novih istraživanja se bazira na tom pristupu. U kasnim 1960-tim, u SAD se razvila ideja “mehaničke” fuzije s korištenjem lasera. U konačnici, nakon više od 50 godina istraživanja, jos ni jedan uređaj nije napravljen koji bi na komercionalnoj bazi proizvodio energiju za tržiste.

## Vanjske poveznice
- Latest Fusion Energy Research News
- International Thermonuclear Experimental Reactor (Iter) fusion reactor work gets go-ahead (BBC news May 2006)